# Luisa Machado
Luisa Machado (San Cristóbal de La Laguna, 8 de mayo de 1961) es una cantante y compositora canaria conocida por formar parte del grupo Taburiente y por su posterior carrera en solitario junto al también músico Alberto Méndez «Naranjita».

## Biografía

### Inicios
Nace en el seno de una familia fuertemente ligada a los medios de comunicación y al ámbito artístico e intelectual canario. Su bisabuelo Leocadio Machado fue escritor, pedagogo y catedrático, su abuela también llamada Luisa Machado folklorista y locutora de radio, su tía abuela Elvira Machado escritora, su tío Leocadio Rodríguez Machado escritor y reconocido periodista y su padre Francisco Rodríguez Machado se dedicó a la enseñanza durante más de 35 años compaginándolo con continuas colaboraciones en prensa dentro del ámbito canario y la publicación de diversos libros.
Con estos antecedentes y rodeada por el mundo de la cultura desde la infancia Luisa Machado estudia en el IES Canarias Cabrera Pinto de San Cristóbal de La Laguna, donde forma parte del coro escolar. Posteriormente comienza la carrera de Historia en la Universidad de La Laguna y, aunque no la finaliza, permanece durante cuatro años en la Coral Universitaria, en ese entonces bajo la dirección de Carmen Cruz. Durante esta época también se empieza a reunir con diferentes grupos de tendencia folk y diferentes movimientos musicales enmarcados dentro del pop, rock y blues y la llamada Nueva Canción Canaria.
El comienzo de su andadura musical se remonta a 1976 con el grupo de música popular Chácara, que recoge todas sus influencias anteriores. Con este grupo viaja a Cuba en 1978 para actuar en el XI Festival Mundial de la Juventud y Los Estudiantes. Allí conoce y entabla amistad con Luis Eduardo Aute y Luis Mendo. Posteriormente forma parte de Juvenal y La Movida y Luisa y La Movida con el cantautor Juvenal García, entre otros. Allí coincide por primera vez con Alberto Méndez «Naranjita». Con él y José Ángel López Viera forma un trío con influencias del folk canario en 1979.

### Etapa con Taburiente
En 1980 Manolo Pérez abandona Taburiente, el grupo fundado años atrás junto a Miguel Pérez y Luis Morera. Es entonces cuando Luisa Machado como voz solista y Alberto Méndez «Naranjita» como bajo eléctrico, tras algunos encuentros con Luis Morera y Miguel Pérez durante un periodo en el que vivieron en Tenerife, entran a formar parte de la formación. Entre 1980 y 1985 preparan y presentan por diversos escenarios el repertorio que se incluirá en el próximo álbum del grupo. 
En 1985 el grupo Taburiente edita su primer disco con la aparición de Luisa y Alberto. Este álbum conocido como A Tara supone una ruptura con los antecesores Nuevo cauce y Ach Guañac. Los nuevos miembros del grupo traen consigo una nueva sonoridad pop, rock y jazz que se fusiona con el folklore isleño. También cambia con ellos la temática del grupo. En las letras se refleja la preocupación por el ecologismo y el pacifismo. En este álbum Luisa pone la voz solista a Malagueña del agua, uno de los temas más conocidos de esta época. También son destacables sus aportaciones en A La Caldera, uno de los mayores éxitos del grupo y para el cual Luisa idea junto a Enrique Guimerá la línea melódica que interpreta en los coros, Isa de Futuro, Canto de amor y Canto de Tierra.
En 1987 publican A La Quinta Verde, que incluye Luna Saharaui, una composición con letra de Luisa Machado. Interpreta como solista La nube y el sol, un poema de la escritora y poeta Isabel Medina y Viento sur. Destacan sus coros en Ravelo y La Quinta verde. Para preparar este álbum Luisa y Alberto viajan a la isla de La Palma, donde se fraguarán los siguientes álbumes de Taburiente.
En 1988 editan Atlántico. Para este álbum Luisa Machado compone la letra del tema A mi niño. Siendo habitual su voz en los coros de la formación son reseñables Masca y Que la música te lleve.
En 1989 aparece el recopilatorio Grandes éxitos, con nuevas versiones de La raza vive, Ach Guañac, Navidad Guanche y el tema inédito Aysouraguam.
En 1990 lanzan Astral, el último álbum de estudio en el que Taburiente cuenta con Luisa y Alberto. En esta ocasión interpreta como solista El amanecer. También participa en los coros, especialmente en Manifiesto y Yo te vi. Este álbum muestra un nuevo sonido con respecto a los anteriores influenciado sobre todo por la mano de Alberto Méndez, que durante su trayectoria en el grupo participa activamente en los arreglos y la incorporación de nuevas tecnologías en los procesos de grabación.
En 1991 participa en los coros del álbum Rap a duras penas de Taller Canario de Canción, formado por Pedro Guerra, Andrés Molina y Rogelio Botanz. Repetirá la experiencia en varios temas del disco Castillos de arena del mismo grupo en 1999 ya sin Pedro Guerra en la formación.
En 1992 sale a la luz un doble disco promocional titulado Gira del 92, que incluye Grandes éxitos y Astral. Ya por ese entonces Taburiente corrobora el éxito obtenido en la década anterior y es cabeza de cartel junto a grupos como Taller Canario de Canción o Mestisay, entre otros.
En 1994 tras 14 años de colaboración Luisa Machado y su compañero Alberto Méndez «Naranjita» abandonan Taburiente.

### Etapa en solitario
En 1996 Luisa Machado edita su primer trabajo en solitario bajo el título Lágrimas de Elvira.  El álbum es una mezcla de sus influencias pop, jazz y blues e incluye 9 temas, de los que 4 de ellos son composiciones compartidas con Alberto Méndez «Naranjita», quien además asume las labores de productor y arreglista. Entre los músicos colaboradores están  Fede Beuster o Kike Perdomo. El alto contenido social se refleja en los temas, destacando Soledad, que alerta sobre la problemática del VIH/sida y se convierte en el primer single del álbum. Otros temas como Lágrimas de Elvira junto a José Manuel Ramos de Los Sabandeños, hablan de la emigración mientras que Piel trata de mostrar la conexión existente entre Canarias y África.
En 1997 con motivo del Día Internacional de la Mujer participa en el espectáculo Mujeres junto a Olga Cerpa y Fabiola Socas, entre otras personalidades, en el Teatro Guiniguada de Las Palmas de Gran Canaria.
En 1999 aparece su segundo álbum Una hora menos junto al cantautor Ángel Martín «Lito», a quien le unen años de amistad musical. El resultado de la colaboración es un trabajo con sentido crítico con letras que van desde la ternura al realismo social.
En 2002 sale a la venta En brazos de Blancas ideas. Este álbum incluye 9 temas que mezclan el son cubano, el blues, los aires brasileños y el folk canario de manera intimista. Luisa Machado comparte la autoría de varios de los temas con Alberto Méndez «Naranjita». También cuenta con el músico venezolano Rafael Flores El Morocho en los temas Destino y Anhelante. El nuevo trabajo de la artista sigue la línea de los anteriores en cuanto a contenido social. Así, el tema Criterios muestra su crítica hacia el racismo y reivindica el mestizaje.
Ese mismo año participa en la V Feria Internacional Cubadisco donde presenta el álbum En Brazos de blancas ideas. En esa ocasión también comparte escenario con otras formaciones cubanas como Síntesis, Klimax o Manolito y su Trabuco.
En 2003 recopila en Revuelta con Bonanza - Live in Madrid algunos de los temas más representativos de sus anteriores trabajos discográficos en un directo acústico grabado en la sede de la Sociedad General de Autores y Editores (SGAE) de Madrid bajo la dirección musical de Alberto Méndez «Naranjita».
Entre los años 2003 y 2005 forma parte del espectáculo Conocidos íntimos, en el que colaboran Rogelio Botanz y Andrés Molina de Taller Canario de Canción, Eva de Goñi y Alberto Méndez «Naranjita». De este espectáculo se edita un CD + DVD grabado en el Cine Víctor (Santa Cruz de Tenerife) y titulado Conocidos íntimos en directo. Además hacen juntos una gira por Canarias.
En 2005 participa por segunda vez en la IX Feria Internacional Cubadisco ofreciendo 3 conciertos en La Habana. Durante este viaje también produce, presenta y participa en el documental La tierra de mis abuelos, escrito, editado y dirigido por Teddy Murphy, en el que habla del impacto de la inmigración canaria en Cuba. Para este trabajo Luisa Machado realiza entrevistas a diversos intelectuales relacionados con las islas y el fenómeno migratorio.
En 2006 junto a Fabiola Socas estrena el espectáculo Mujeres en sus voces y su música en el que ambas rinden homenaje a la mujer aunando en el mismo espectáculo la música y la palabra.
En 2009 edita su último trabajo discográfico hasta la fecha bajo el título Más por menos, que incluye 9 temas nuevos compuestos junto a Alberto Méndez y se presenta en el Teatro Leal de San Cristóbal de La Laguna además de en diversos festivales internacionales. Este disco supone un regreso a las raíces canarias a través de composiciones propias de estilo costumbrista como La isa de Luisa o Mustafá, con claras connotaciones hacia África.
En 2010 participa por primera vez en el festival Bimbache openART celebrado en la isla de El Hierro. Con ellos y el grupo formado por Torsten de Winkel, Claudia Álamo, Alberto Méndez, Kike Perdomo y otros músicos que se han ido añadiendo a la iniciativa ha viajado en tres ocasiones a Alemania. 
En diciembre de 2013 Una noche entre amigos reúne a Luisa Machado y Alberto Méndez «Naranjita» en el Teatro Leal con María Mérida, Olga Ramos, Candelaria González, Chago Melián y Fabiola Socas, entre otros más de treinta músicos.
En 2014 comienza a fraguar junto a Alberto Méndez «Naranjita», Fabiola Socas, Kino Ait Idrissen, Mandola y Guimbri, Julio González y Torsten de Winkel el grupo Ait Nahaya, que indaga la música bereber y mezclándola con diferentes ritmos.
Actualmente colabora con diferentes proyectos musicales y continúa su carrera en solitario junto a Alberto Méndez «Naranjita», además de formar parte desde el año 2020 del grupo musical Mambisa.

## Discografía

### Álbumes con Taburiente
- A Tara (1985)
- A La Quinta Verde (1987)
- Atlántico (1988)
- Grandes éxitos (1989)
- Astral (1990)
- Gira del 92 (1992)

### Álbumes en solitario
- Lágrimas de Elvira (1996)
- Una hora menos (1999) con Lito
- En brazos de blancas ideas (2002)
- Revuelta con Bonanza - Live in Madrid (2003)
- Conocidos íntimos en directo (2004) con Alberto Méndez, Andrés Molina, Rogelio Botanz y Eva de Goñi
- Más por menos (2009)

### Álbumes con Mambisa
- Mambisa (2022)